# Hoplitis monstrabilis
Hoplitis monstrabilis är en biart som beskrevs av Borek Tkalcu 2000. Hoplitis monstrabilis ingår i släktet gnagbin, och familjen buksamlarbin. Inga underarter finns listade i Catalogue of Life.